# Tarasovskij
Tarasovskij (in russo Тарасовский?) è un villaggio della Russia europea meridionale nell'oblast' di Rostov; è il centro amministrativo del distretto Tarasovskij.
Si trova sul fiume Glubokaja, a nord di Rostov sul Don.